# Франсуа Бріссон
Франсуа Бріссон (фр. François Brisson, нар. 9 квітня 1958, Сент) — французький футболіст, що грав на позиції нападника, зокрема за клуби «Парі Сен-Жермен», «Ланс» та «Лілль», а також національну збірну Франції. По завершенні ігрової кар'єри — тренер.

## Клубна кар'єра
У дорослому футболі дебютував 1975 року виступами за команду «Парі Сен-Жермен», в якій провів чотири сезони, взявши участь у 64 матчах чемпіонату.
Згодом провів один сезон за «Лаваль», після чого на рік повертався до «Парі Сен-Жермен».
1981 року уклав контракт з «Лансом». Відіграв за команду з Ланса наступні чотири сезони своєї ігрової кар'єри. Більшість часу, проведеного у складі «Ланса», був основним гравцем атакувальної ланки команди.
Протягом 1985—1990 років захищав кольори клубів «Страсбур», «Марсель», «Лаваль» та «Ліон».
1990 року перейшов до клубу «Лілль», за який відіграв 3 сезони. Граючи у складі «Лілля» також здебільшого виходив на поле в основному складі команди. Завершив професійну кар'єру футболіста виступами за «Лілль» у 1993 році.

## Виступи за збірні
1977 року грав у складі юнацької збірної Франції (U-20). Був учасником тогорічного молодіжного чемпіонату світу.
1982 року дебютував в офіційних матчах у складі національної збірної Франції. Свою другу і останню гру за національну команду провів 1984 року.
Був учасником олімпійського футбольного турніру на Олімпіаді-1984, де французи здобули золоті нагороди.

## Кар'єра тренера
Розпочав тренерську кар'єру невдовзі по завершенні кар'єри гравця, 1994 року, очоливши тренерський штаб нижчолігового «Монтобана».
1999 року став головним тренером команди «Ланс», тренував команду з Ланса один рік.
Останнім місцем тренерської роботи був клуб «Нім-Олімпік», головним тренером команди якого Франсуа Бріссон був з 2002 по 2003 рік.
| Дата       | Місто      | Господарі  | Результат | Гості   | Турнір            | Голи | Примітки |
| ---------- | ---------- | ---------- | --------- | ------- | ----------------- | ---- | -------- |
| 10-11-1982 | Роттердам  | Нідерланди | 1 – 2     | Франція | товариський матч  | -    | 68'      |
| 13-10-1984 | Люксембург | Люксембург | 0 – 4     | Франція | Відбір до ЧС 1986 | -    | 73'      |
| Усього     |            | Матчів     | 2         |         | Голів             | 0    |          |

## Титули і досягнення
- Олімпійський чемпіон (1):

Франція (ол.): 1984